# 青影山
青影山（あおかげやま）は、広島県尾道市の因島にある山である。
因島のほぼ中央、風呂山と龍王山に挟まれてそびえる標高275.7mの山で、頂上からは因島全域や周辺の海域、しまなみ海道の因島大橋などを見渡すことができる。

## 歴史
因島村上水軍の拠点ともなり、頂上には元弘年間から慶長元年（1331年 - 1596年）までの約260年間存在した「青陰城(青蔭城)」の本丸跡や屋敷跡などの遺構が残されている。（昭和32年広島県史跡指定）

## 観光
椋浦地区からこの山の東「奥山」を経て青影山を結ぶ登山道（片道5km）が整備されており、3時間程度の行程で瀬戸内の島々を眼下に望む絶景を楽しむことができる。
ルート：奥山登山口 - 〔1.2km〕 - 奥山（標高391m） - 〔1.4㎞〕 - 大山峠（標高174m） - 〔1.2㎞〕 - 青影山（標高275m） - 〔1.4㎞〕 - 青影山登山口